# Parque nacional de Chréa
El parque nacional de Chrea (en árabe: الحديقة الوطنية الشريعة) es uno de los parques nacionales más pequeños del país africano de Argelia. Se encuentra en la provincia de Blida. El nombre de Chrea, proviene de un pueblo cerca de este parque. El parque, situado en una zona montañosa conocida como el Atlas de Blida (que es parte del Atlas Telliano) incluye la estación de esquí de Chrea, una de las pocas estaciones de esquí en África donde el esquí se pueden hacer en nieve natural. Además posee la gruta de Chiffa.